# Сибія анамська
Си́бія анамська (Laniellus langbianis) — вид горобцеподібних птахів родини Leiothrichidae. Ендемік В'єтнаму.

## Опис
Довжина птаха становить 22 см. Верхня частина тіла рудувата, поцяткована чорнувато-коричневими смугами. Крила чорнувато-сірі. Голова темно-сіра, обличчя чорне. Нижня частина тіла біла. Хвіст попелясто-сірий з білим кінчиком.

## Поширення і екологія
Анамські сибії мешкають на плато Далат в центральному В'єтнамі. В 2015 році популяція анамських сибій була відкрита на плато Кон-Тум. Анамські сибії живуть у вологих гірських тропічних лісах.Зустрічаються на висоті від 910 до 1130 м над рівнем моря, раніше спостерігалися на висоті до 1700 м над рівнем моря. Живляться безхребетними, зокрема гусінню.

## Збереження
МСОП класифікує цей вид як такий, що перебуває під загрозою зникнення. За оцінками дослідників, популяція анамських сибій становить від 1500 до 7000 птахів. Їм загрожує знищення природного середовища.